# Kol ghuva
Il kol (Kol ghuva) è un dinosauro saurischio, appartenente agli alvarezsauridi. Visse nel Cretaceo superiore (Campaniano, circa 75 milioni di anni fa) e i suoi resti fossili sono stati ritrovati in Mongolia. Insieme a Mei, Kol possiede il nome più corto tra i dinosauri. 

## Descrizione
I fossili di questo dinosauro sono altamente incompleti, e includono solamente un piede completo e ben conservato rinvenuto nella formazione Djadokhta, nei pressi di Ukhaa Tolgod. Nonostante l'estrema scarsità del materiale, gli studiosi ritengono di poter ricostruire l'animale sulla base del raffronto con i fossili di altri animali simili noti per resti più completi, come Shuvuuia e Mononykus. Probabilmente Kol era un dinosauro teropode di piccole dimensioni, lungo forse due metri (il doppio rispetto ai suoi stretti parenti), dotato di lunghe e forti zampe posteriori e di corte e robustissime zampe anteriori. Come tutti i suoi parenti (alvarezsauridi) anche Kol doveva essere fornito di un grande secondo dito artigliato. 

## Classificazione
Kol è considerato un grande rappresentante degli alvarezsauridi, un gruppo di dinosauri teropodi dalle caratteristiche insolite. A causa della scarsità dei fossili, è difficile chiarire i rapporti di parentela tra Kol e gli altri alvarezsauridi; il piede, in ogni caso, ha una particolare struttura detta arctometatarsale, nella quale il metatarso centrale è "stretto" tra i due laterali. Questa condizione è considerata un adattamento alla corsa veloce, ed è osservata anche in altri dinosauri teropodi non strettamente imparentati tra loro (ad esempio gli ornitomimosauri e i tirannosauri). Questa caratteristica suggerirebbe che Kol fosse un alvarezsauride evoluto, più derivato rispetto ad Alvarezsaurus e Patagonykus i quali erano sprovvisti dell'arctometatarso. Probabilmente Kol era un rappresentante dei parvicursorini, che comprendono gli alvarezsauri più evoluti come Shuvuuia, Xixianykus e Mononykus.

## Significato del nome
Il nome generico Kol (il più corto fra tutti i dinosauri, insieme quello del troodontide Mei) deriva dalla parola di lingua mongola köl, che significa "piede"; l'epiteto specifico, ghuva, è un'altra parola mongola che significa "bellissimo". Il riferimento è ovviamente alla notevole conservazione delle ossa del piede dell'animale, che hanno permesso di ricostruirne l'aspetto.